# Bibliothek rosa Winkel

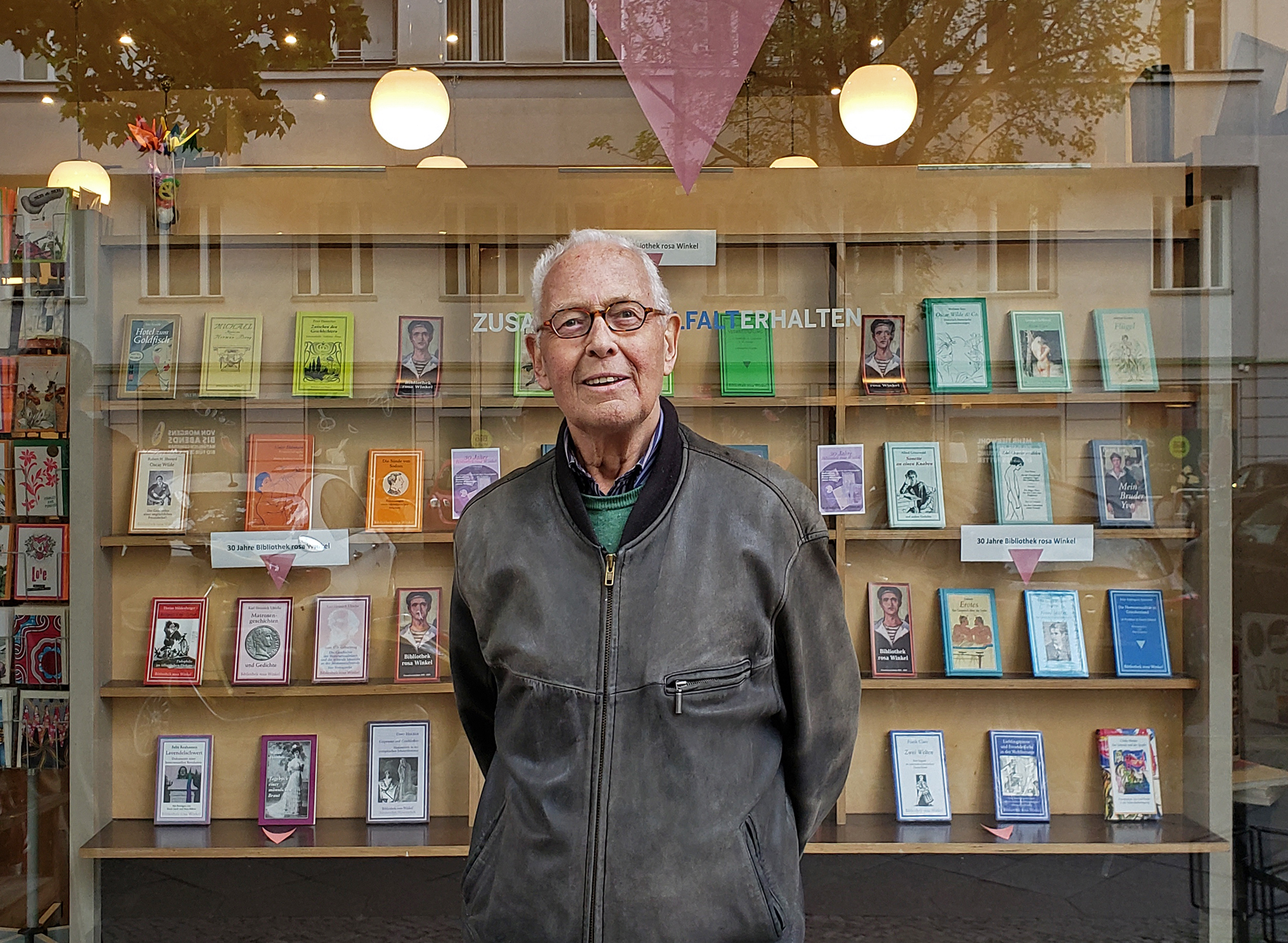
Wolfram Setz vor Bänden der Bibliothek rosa Winkel im Schaufenster der Berliner Buchhandlung Prinz Eisenherz (Mai 2022)

Angesiedelt am Schnittpunkt von Geschichte und Literatur, versammelt die Buchreihe Bibliothek rosa Winkel Zeugnisse unterschiedlichster literarischer Art, in denen das Lebensgefühl, die Selbst- und Fremdeinschätzung von Sodomitern, Urningen, Homosexuellen und Schwulen in den verschiedenen Ländern und Epochen zum Ausdruck kommen oder gesellschaftliche Wirklichkeiten und Utopien gespiegelt werden. Ob es sich um Neuausgaben alter Texte handelt, um erstmals übersetzte oder um erstmals veröffentlichte Texte, für alle Bände gilt, dass möglichst umfassend über die Autoren sowie über die Bedeutung und Wirkungsgeschichte der Texte informiert wird.

## Geschichte
Zur Frankfurter Buchmesse 1991 startete der Verlag rosa Winkel (Berlin) die „Bibliothek rosa Winkel“. Die Anregung kam von Wolfram Setz, der die Reihe bis zu seinem Tod 2023 betreute. Verlegerisch ist die Reihe inzwischen beim Männerschwarm Verlag (Hamburg) angesiedelt, nachdem der Verlag rosa Winkel zu Beginn des neuen Jahrhunderts seine Tätigkeit eingestellt hat. 2023 lagen 81 Bände vor (hinzu kommen 9 Bände der 2002 begonnenen „Sonderreihe: Wissenschaft“).

## Autoren und Werke
Kernstück der Bibliothek sind grundlegende Werke zur schwulen Emanzipationsgeschichte: Karl Heinrich Ulrichs’ Forschungen über das Räthsel der mannmännlichen Liebe, Heinrich Hössli's Eros. Die Männerliebe der Griechen oder Karl Maria Kertbenys Schriften zur Homosexualitätsforschung. Insbesondere die von Hubert Kennedy kommentierte Ulrichs-Ausgabe hat der Forschung neuen Auftrieb gegeben, in der Bibliothek dokumentiert durch den Essay von Volkmar Sigusch über Ulrichs als „Der erste Schwule der Weltgeschichte“, ferner die stark erweiterte Neuausgabe der Ulrichs-Biographie von Hubert Kennedy (die schon bald durch Neue Funde und Studien ergänzt werden konnte), ein Ulrichs-Lesebuch und eine Vortragsreihe zu Ulrichs’ symbolträchtigem 175. Geburtstag im Jahre 2000.
Thematisch weit gespannt, befassen sich Sachbücher etwa mit der Eulenburg-Affäre und dem Stummfilm „Anders als die Andern“, mit der Zeitschrift Der Kreis, mit dem Thema Pädophilie im öffentlichen Diskurs oder mit den Erfahrungen Homosexueller in der DDR. Umfassende biographische Erkundungen gelten nicht nur Karl Heinrich Ulrichs, sondern etwa auch Magnus Hirschfeld und John Henry Mackay, Federico García Lorca oder Jacques d’Adelswärd-Fersen.
Unverstellte Zeugnisse ihrer Zeit sind zum Beispiel der Lebensbericht eines jungen italienischen Adeligen aus den 1880er Jahren (Der Roman eines Konträrsexuellen) oder die Psychologischen Selbstbekenntnisse des schwedischen Philosophen Pontus Wikner. Einige literarische Texte sind eng mit der Biographie ihres Autors verbunden: Jacques d’Adelswärd-Fersen’s Roman Lord Lyllian, Xavier Maynes (Edward Irenaeus Prime-Stevensons) „psychologische Romanze“ Imre oder der Roman Ephebos des polnischen Komponisten Karol Szymanowski, von dem nur das zentrale Kapitel („Das Gastmahl“) erhalten geblieben ist. An Adolf Brand, den Begründer der „Gemeinschaft der Eigenen“ erinnern seine sieben Wegwalt-Drucke von 1913/14 und seine Anthologie mit Freundschaftsnovellen: Armer Junge!
In der „Romanecke“ der Bibliothek belegt die französische Abteilung mit Georges Eekhouds Escal-Vigor, Achille Essebacs Dedé und Binet-Valmers Lucien den engen Kontakt zwischen beiden Ländern zu Beginn des 20. Jahrhunderts. Wieder zugänglich sind der noch zu Ulrichs’ Zeiten erschienene Roman Fridolins heimliche Ehe von Adolf Wilbrandt, der Roman Anders als die Andern von Bill Forster (Hermann Breuer), der vor allem mit seinem Titel weitergewirkt hat, der Roman Seelenwanderung von Jules Siber, der schon als verschollen galt, die drei Romane, die der Balte Guido Hermann Eckardt unter dem Pseudonym Fritz Geron Pernauhm zwischen 1900 und 1906 veröffentlicht hat, und einige mehr.

## Titel
- Bd. 1. Magnus Hirschfeld: Berlins Drittes Geschlecht. Mit einem Anhang: Paul Näcke: Ein Besuch bei den Homosexuellen in Berlin. Herausgegeben und mit einem Nachwort versehen von Manfred Herzer. 1991. ISBN 978-3-921495-59-9
- Bd. 2. Rainer Guldin: Verbrüderung. J. A. Symonds, E. Carpenter, E. M. Forster. Literarische Porträts. 1991. ISBN 978-3-921495-01-8
- Bd. 3. Der Roman eines Konträrsexuellen. Eine Autobiographie. Mit einem Vorwort von Émile Zola. Herausgegeben von Wolfram Setz. 1991. ISBN 978-3-921495-02-5
- Bd. 4. Granand (Erwin von Busse), Das erotische Komödiengärtlein. Nachdruck der Ausgabe 1920 mit Zeichnungen von Rudolf Pütz. Mit Nachbemerkungen zu Autor und Werk von Manfred Herzer und James W. Jones. 1993. ISBN 978-3-921495-45-2
- Bd. 5. John Addington Symonds: Die Homosexualität in Griechenland (A Problem in Greek Ethics). Herausgegeben von Wim Hottentot. 1992. ISBN 978-3-86149-002-9
- Bd. 6. Karol Szymanowski: Das Gastmahl. Ein Kapitel aus dem verlorenen Roman „Ephebos“. Übersetzt und herausgegeben von Wolfgang Jöhling. 1993. ISBN 978-3-86149-009-8
- Bde. 7–10. Karl Heinrich Ulrichs: Forschungen über das Räthsel der mannmännlichen Liebe [I. Vindex – II. Inclusa – III. Vindicta – IV. Formatrix – V. Ara spei – VI. Gladius furens – VII. Memnon – VIII. Incubus – IX. Argonauticus – X. Prometheus – XI. Araxes – XII. Critische Pfeile.] Nachdruck der Originalausgaben 1864–1879 in vier Bänden. Herausgegeben von Hubert Kennedy. 1994. ISBN 978-3-86149-025-8
- Bd. 11. Lieblingminne und Freundesliebe in der Weltliteratur. Eine Sammlung mit einer ethisch-politischen Einleitung von Elisarion von Kupffer. Nachdruck der Ausgabe von 1900 mit einem Vorwort von Marita Keilson-Lauritz. 1995. ISBN 978-3-86149-034-0
- Bd. 12. Die Sünde von Sodom. Erinnerungen eines viktorianischen Strichers. [The Sins of the Cities of the Plain.] Übersetzt und herausgegeben von Wolfram Setz. 1995 (Nachdruck 2005). ISBN 978-3-935596-69-5
- Bde. 13–15. Heinrich Hössli: Eros. Die Männerliebe der Griechen, ihre Beziehungen zur Geschichte, Erziehung, Literatur und Gesetzgebung aller Zeiten. Nachdruck der Ausgabe Glarus 1836 und St. Gallen 1838. Ergänzt um einen Materialienband zu Leben und Werk von Heinrich Hössli. 1996. (Band 1: ISBN 978-3-86149-056-2. Band 2: ISBN 978-3-86149-057-9. Materialienband: ISBN 978-3-86149-058-6)
- Bd. 16. Xavier Mayne (Edward Irenaeus Prime-Stevenson), Imre. Eine psychologische Romanze. In der Übersetzung von D. G. herausgegeben von Wolfram Setz. 1997. ISBN 978-3-86149-065-4
- Bd. 17. John Henry Mackay (Sagitta): Der Puppenjunge. Die Geschichte einer namenlosen Liebe aus der Friedrichstraße. Mit einem Nachwort von Hubert Kennedy. 1999. ISBN 978-3-86149-069-2. Neuausgabe 2022. ISBN 978-3-86300-317-3.
- Bd. 18. Karl Heinrich Ulrichs: Matrosengeschichten und Gedichte. Ein Lesebuch. Zusammengestellt von Wolfram Setz. 1998. ISBN 978-3-86149-070-8
- Bd. 19. Hubert Kennedy: Der Kreis. Eine Zeitschrift und ihr Programm. 1999. ISBN 978-3-86149-084-5
- Bd. 20. Felix Rexhausen: Lavendelschwert. Dokumente einer homosexuellen Revolution. Mit Beiträgen von Dirck Linck und Hans Rillow. 1999. ISBN 978-3-86149-085-2
- Bd. 21. Volkmar Sigusch: Karl Heinrich Ulrichs. Der erste Schwule der Weltgeschichte. 2000. ISBN 978-3-86149-105-7
- Bd. 22. Karl Maria Kertbeny: Schriften zur Homosexualitätsforschung. Herausgegeben von Manfred Herzer. 2000. ISBN 978-3-86149-103-3
- Bd. 23. Robert H. Sherard: Oscar Wilde. Die Geschichte einer unglücklichen Freundschaft. [Übersetzt von Hermann von Teschenberg.] Mit einem Nachwort von Wolfram Setz. 2000. ISBN 978-3-86149-104-0
- Bd. 24. Hans Siemsen: Die Geschichte des Hitlerjungen Adolf Goers. Mit einem Nachwort von Jörn Meve. 2000. ISBN 978-3-86149-090-6
- Bd. 25. Die Geschichte der Homosexualitäten und die schwule Identität an der Jahrtausendwende. Eine Vortragsreihe aus Anlaß des 175. Geburtstags von Karl Heinrich Ulrichs. Herausgegeben von Wolfram Setz. 2000. ISBN 978-3-86149-106-4
- Bd. 26. Antonio Rocco: Der Schüler Alkibiades. Ein philosophisch-erotischer Dialog. [Zweisprachige Ausgabe.] Übersetzt und mit einem Dossier herausgegeben von Wolfram Setz. 2002. ISBN 978-3-935596-26-8
- Bd. 27. Hubert Kennedy: Karl Heinrich Ulrichs. Leben und Werk. Zweite, überarbeitete Auflage. 2001. ISBN 978-3-935596-27-5
- Bd. 28. Manfred Herzer: Magnus Hirschfeld. Leben und Werk eines jüdischen, schwulen und sozialistischen Sexologen. Zweite, überarbeitete Auflage. 2001. ISBN 978-3-935596-28-2
- Bd. 29. Werner Altmann: Der Schmetterling, der nicht fliegen konnte. Federico García Lorca. 2002. ISBN 978-3-935596-29-9
- Bd. 30. Hans von Hülsen: Den alten Göttern zu. Ein Platen-Roman. Mit einem Nachwort von Werner Heck. 2002. ISBN 978-3-935596-30-5
- Bd. 31. Felix Rexhausen: Berührungen. Eine Zeitreise durch die 1960er Jahre. Mit einem Text von Michael Sollorz: Lektüre. 2003. ISBN 978-3-935596-31-2
- Bd. 32. Uranos. Unabhängige uranische Monatsschrift für Wissenschaft, Polemik, Belletristik, Kunst. Herausgegeben von Ferdinand Karsch-Haack und René Stelter. 1. Jahrgang (1921/22). Nachdruck mit einem Nachwort von Sabine Schmidtke. 2002. ISBN 978-3-935596-32-9
- Bd. 33. Wolfgang Cordan: Die Matte. Autobiografische Aufzeichnungen. Herausgegeben und mit einem Nachwort versehen von Manfred Herzer. Anhang: Tage mit Antonio. 2003. ISBN 978-3-935596-33-6
- Bd. 34. Frank Clare: Zwei Welten. Eine Jugend im nationalsozialistischen Deutschland. Aus dem Englischen von Dino Heicker. Mit einem Nachwort von Thorsten Fögen. 2003. ISBN 978-3-935596-34-3
- Bd. 35. Elmar Kraushaar: Der homosexuelle Mann... Anmerkungen und Beobachtungen aus zwei Jahrzehnten. 2004. ISBN 978-3-935596-35-0
- Bd. 36. Neue Funde und Studien zu Karl Heinrich Ulrichs. Herausgegeben von Wolfram Setz. 2004. ISBN 978-3-935596-36-7
- Bd. 37. James Steakley: Die Freunde des Kaisers. Die Eulenburg-Affäre im Spiegel zeitgenössischer Karikaturen. 2004. ISBN 978-3-935596-37-4
- Bd. 38. Jacques d’Adelswärd-Fersen. Dandy und Poet. Annäherungen. Herausgegeben von Wolfram Setz. 2005. ISBN 978-3-935596-38-1
- Bd. 39. Jacques d’Adelswärd-Fersen: Lord Lyllian. Aus dem Französischen von Wolfgang Wiebe und Wolfram Setz. Mit einem Nachwort von Wolfram Setz. 2006. ISBN 978-3-935596-39-8
- Bd. 40. Florian Mildenberger: Beispiel: Peter Schult. Pädophilie im öffentlichen Diskurs. 2006. ISBN 978-3-935596-40-4
- Bd. 41. Peter Schult: Besuche in Sackgassen. Aufzeichnungen eines homosexuellen Anarchisten. Mit einem Vorwort von Florian Mildenberger. 2006. ISBN 978-3-935596-41-1
- Bd. 42. Homosexualität in der DDR. Materialien und Meinungen. Herausgegeben von Wolfram Setz. 2006. ISBN 978-3-935596-42-8
- Bd. 43. James Steakley: „Anders als die Andern“. Ein Film und seine Geschichte. 2007. ISBN 978-3-939542-43-8
- Bd. 44. Georges Eekhoud: Escal-Vigor. Aus dem Französischen von Richard Meienreis. Mit einem Nachwort von Wolfram Setz. 2007. ISBN 978-3-939542-44-5
- Bd. 45. Hubert Kennedy: John Henry Mackay (Sagitta) – Anarchist der Liebe. 2007. ISBN 978-3-939542-45-2
- Bd. 46. John Henry Mackay (Sagitta): Fenny Skaller. Ein Leben der namenlosen Liebe. Mit einem Text von Friedrich Kröhnke: Es waren acht . . . 2007. ISBN 978-3-939542-46-9
- Bd. 47. Achille Essebac: Dédé. Aus dem Französischen von Georg Herbert. Mit einem Nachwort von Jean-Claude Féray. 2008. ISBN 978-3-939542-47-6
- Bd. 48. Howard O. Sturgis: Tim. Aus dem Englischen von Natalie Rümelin. Mit einem Nachwort von Wolfram Setz. 2009. ISBN 978-3-939542-48-3
- Bd. 49. Bill Forster (Hermann Breuer): Anders als die Andern. Mit einem Nachwort von Erwin In het Panhuis. 2009. ISBN 978-3-939542-49-0
- Bd. 50. Formosissimus Puer. Gedichte auf den Tod des Pagen Alessandro Cinuzzi 1474. Herausgegeben und übersetzt von Markus Wesche. 2009. ISBN 978-3-939542-50-6
- Bd. 51. Binet-Valmer (Jean-Gustave Binet de Valmer): Lucien. Aus dem Französischen von Richard Hein. Mit einem Nachwort von Wolfram Setz. 2009. ISBN 978-3-939542-51-3
- Bd. 52. Adolf Wilbrandt: Fridolins heimliche Ehe. Mit einem Nachwort von James Steakley und Wolfram Setz. 2010. ISBN 978-3-939542-52-0
- Bd. 53. Walter Homann: Tagebuch einer männlichen Braut. Mit einem Nachwort von Jens Dobler. 2010. ISBN 978-3-939542-53-7
- Bd. 54. Fritz Geron Pernauhm (Guido Hermann Eckardt): Ercole Tomei. 2010. ISBN 978-3-939542-54-4
- Bd. 55. Fritz Geron Pernauhm (Guido Hermann Eckardt): Der junge Kurt. 2010. ISBN 978-3-939542-55-1
- Bd. 56. Fritz Geron Pernauhm (Guido Hermann Eckardt): Die Infamen. Mit einem Nachwort von Wolfram Setz. 2010. ISBN 978-3-939542-56-8
- Bd. 57. Jules Siber: Seelenwanderung. Mit einem Vorwort von Olaf N. Schwanke und einem Anhang. 2011. ISBN 978-3-939542-57-5
- Bd. 58. Peter Hamecher: Zwischen den Geschlechtern. Literaturkritik – Gedichte – Prosa. Herausgegeben von Erwin In het Panhuis und Wolfram Setz. 2011. ISBN 978-3-939542-58-2
- Bd. 59. Bruno Vogel: Alf. Eine Skizze und ausgewählte Kurzprosa. Herausgegeben von Raimund Wolfert. 2011. ISBN 978-3-86300-059-2
- Bd. 60. Homunkulus: Zwischen den Geschlechtern. Roman einer geächteten Leidenschaft. Mit einem Anhang herausgegeben von Albert Knoll und Wolfram Setz. 2012. ISBN 978-3-86300-060-8
- Bd. 61. Friedrich Radszuweit: Männer zu verkaufen. Ein Wirklichkeitsroman aus der Welt der männlichen Erpresser und Prostituierten. [Anhang: Freunde. Eine Erzählung.] Mit einem Nachwort von Jens Dobler. 2012. ISBN 978-3-86300-061-5
- Bd. 62. Pontus Wikner: Psychologische Selbstbekenntnisse. Übersetzt und herausgegeben von Raimund Wolfert. 2012. ISBN 978-3-86300-062-2
- Bd. 63. Herman Bang: Michael. [Übersetzt von Julia Koppel und Else von Hollander-Lossow.] Anhang: Gedanken zum Sexualitätsproblem. Nachwort von Wolfram Setz. 2012. ISBN 978-3-86300-063-9
- Bd. 64. Alfred Grünewald: Sonette an einen Knaben und andere Gedichte. Herausgegeben von Volker Bühn. 2013. ISBN 978-3-86300-064-6
- Bd. 65. Alfred Grünewald: Reseda. Novelle und andere Prosa. Herausgegeben von Volker Bühn. 2013. ISBN 978-3-86300-065-3
- Bd. 66. Die Wegwalt-Drucke. Reprint der von Adolf Brand 1913/14 herausgegebenen Wegwalt-Drucke. Mit einer Vorbemerkung von Marita Keilson-Lauritz. 2013. ISBN 978-3-86300-066-0
- Bd. 67. Armer Junge! Freundschaftsnovellen. Herausgegeben von Adolf Brand. 2014. ISBN 978-3-86300-067-7
- Bd. 68. Emil Mario Vacano – Günther von Freiberg: König Phantasus. Roman eines Unglücklichen. Mit einem Textanhang und einem Nachwort von Wolfram Setz. 2014. ISBN 978-3-86300-068-4
- Bd. 69. Wolfram Setz: Emil Mario Vacano. Eine biographische Skizze. Mit einem Textanhang. 2014. ISBN 978-3-86300-069-1
- Bd. 70. Friedrich Kröhnke: Ende der Fuchsjagd. Geschichten aus drei Jahrzehnten. Mit einer Hommage von Christoph Geiser: Friz in Thun. Ein Staatsbesuch. 2016. ISBN 978-3-86300-070-7.
- Bd. 71. Lukian: Erotes. Ein Gespräch über die Liebe. In der Übersetzung von Hans Licht (Paul Brandt) herausgegeben von Wolfram Setz. 2017. ISBN 978-3-86300-071-4.
- Bd. 72. Luigi Settembrini: Die Neuplatoniker. Ein erotisches Märchen. Übersetzt von Gerd Gauglitz. Nachwort von Wolfram Setz. 2017. ISBN 978-3-86300-072-1.
- Bd. 73. Karl Heinrich Ulrichs: Auf Bienchens Flügeln. Ein Flug um den Erdball in Epigrammen und poetischen Bildern. Nach dem Handexemplar des Autors hg. von Wolfram Setz. 2017. ISBN 978-3-86300-073-8.
- Bd. 74. Michail Kusmin: Flügel. Übersetzt von Edgar Mensching. Nachwort von Florian Mildenberger. Anhang: Histoire édifiante de mes commencements [Erbauliche Geschichte meiner Anfänge]. Übersetzt und kommentiert von Klaus Harer. 2018. ISBN 978-3-86300-074-5.
- Bd. 75. Alec Scouffi: Hotel zum Goldfisch. Übersetzt von Karl Blanck und Helene Schauer. Nachwort von Wolfram Setz. 2019. ISBN 978-3-86300-075-2.
- Bd. 76. Ulrike Heider: Der Schwule und der Spießer. Provokation, Sex und Poesie in der Schwulenbewegung. 2019. ISBN 978-3-86300-076-9.
- Bd. 77. Pierre Loti: Mein Bruder Yves. Übersetzt von Robert Prölß. Nachwort von Wolfram Setz. 2020. ISBN 978-3-86300-077-6.
- Bd. 78. Edel-Uranier erzählen. Hans Waldau: Aus der Freundschaft sonnigsten Tagen. Der Liebling Kurt. Konradin: Ein Jünger Platos. Aus dem Leben eines Entgleisen. Theo von Tempesta: Aus dem Liebesleben zweier Freunde. Vorbemerkung von Wolfram Setz. 2021. ISBN 978-3-86300-078-3.
- Bd. 79. Felix Rexhausen: Zaunwerk. Szenen aus dem Gesträuch. Aus dem Nachlass herausgegeben vom Benedikt Wolf. Mit einem Nachwort von Benedikt Wolf. 2021. ISBN 978-3-86300-079-0.
- Bd. 80. Hugo Marcus: Einer sucht den Freund und andere Texte. Ein Lesebuch, zusammengestellt von Wolfram Setz. 2022. ISBN 978-3-86300-080-6.
- Bd. 81. Franz Siedersleben: Mein Lebenslauf. Vor- und Nachwort von Karl Frey und Wolfram Setz. 2023. ISBN 978-3-86300-081-3.
- Bd. 82. Jacob Israël de Haan: Pathologien. Der Untergang des Johan van Vere de With. Übersetzt von Olaf Knechten. Vor-/Nachwort von Gert Hekma. 2024. ISBN 978-3-86300-082-0.

Sonderreihe: Wissenschaft
- Bd. 1. Florian Mildenberger: „… in der Richtung der Homosexualität verdorben“. Psychiater, Kriminalpsychologen und Gerichtsmediziner über männliche Homosexualität 1850–1970. 2002. ISBN 978-3-935596-15-2.
- Bd. 2. Dino Heicker: Gespenster und Geschlechter. Homoerotik in der europäischen Schauerliteratur. 2004. ISBN 978-3-935596-58-9.
- Bd. 3. Ferdinand Karsch-Haack: Die Rolle der Homoerotik im Arabertum. Gesammelte Aufsätze 1921–1928. Herausgegeben von Sabine Schmidtke. 2005. ISBN 978-3-935596-80-0.
- Bd. 4. Hubert Fichte. Texte und Kontexte. Herausgegeben von Jan-Frederik Bandel und Robert Gillett. 2007. ISBN 978-3-939542-18-6.
- Bd. 5. Wolfram Setz: Oscar Wilde & Co. Historisch-literarische Spurensicherungen. 2016. ISBN 978-3-86300-216-9.
- Bd. 6. Das 3. Geschlecht. Reprint der 1930–1932 erschienenen Zeitschrift für Transvestiten. Herausgegeben von Rainer Herrn. 2016. ISBN 978-3-86300-217-6.
- Bd. 7. Unter Männern. Freundschaftsgabe für Marita Keilson-Lauritz. Herausgegeben von Florian Mildenberger. 2018. ISBN 978-3-86300-247-3.
- Bd. 8. Transatlantische Emanzipationen. Freundschaftsgabe für James Steakley. Herausgegeben von Florian Mildenberger. 2021. ISBN 978-3-86300-320-3.
- Bd. 9. Magnus Hirschfeld. Ein Schriftenverzeichnis. Zusammengestellt von James Steakley. Mit einem Anhang: Florian Mildenberger: Die Verbindung von Leben und Werk bei Magnus Hirschfeld. Heiko Stoff: Hirschfeld für alle! Zur Rezeptionsgeschichte eines modernen Aktivisten und Wissenschaftlers. 2021. ISBN 978-3-86300-321-0.